# Balti finn nyelvek

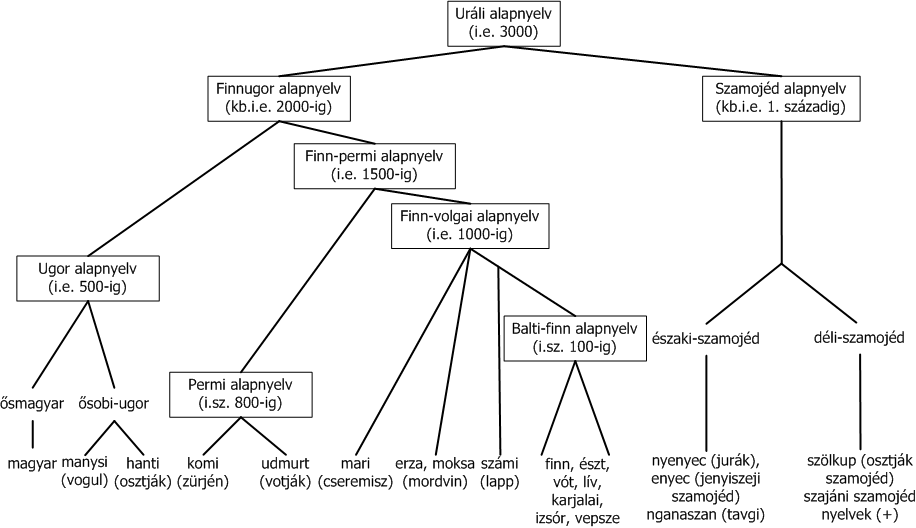
Az uráli nyelvcsalád rokonsági viszonyai (a nyelvek szétválásának feltételezett évszámaival)

A balti finn nyelvek (finnségi nyelvek) az uráli nyelvek egyik alcsoportja, mely a finnugor nyelvekhez tartozik. Beszélői Észtországban, Finnországban, Svédországban, Norvégiában, Lettországban, a Karjalai Köztársaságban, Ingermanlandban és  Oroszország egyéb területein élnek.
A következő nyelvek tartoznak a balti finn nyelvek közé:
északi csoport
- finn (két nagy dialektusa, a meänkieli és a kven, egyesek szerint különálló nyelvek)
- izsór
- karjalai (karéliai, karél)
  - lűd (lűd-karél; Oroszország)
  - olonyec (olonyec-karél, livvi-karél, livvi; Oroszország)
- merja (kihalt) (meri)
- vepsze (Oroszország)

déli csoport
- észt
  - északi
  - déli
    - võro (Észtország)
- lív (Lettország)
- vót (Oroszország)

## Nyelvtörténet
A balti finn népcsoportok időszámlatunk elejétől már laknak a Finn-öbölnél. Tacitus is említi a népet a Germániában, "fenni" néven. Mivel a balti és a germán népek akkor már voltak szomszédai, régen gyakorol hatást főleg a germán nyelvcsoport. Sok jövevényszó az ógermán nyelvből származik, amelyet a gót nyelv idejében beszéltek. Például: finn "kuningaz", "rengas" (német: "König" (király), "Ring" (gyűrű); germán: "kuningaz", "hrengaz"). A különböző balti finn nyelvek elválása után is főleg a finn vett fel északgermán szavakat. Az orosz ősi formájából is származik néhány szó, e célből a germán és a szláv nyelvek kutatóit is érdekelnek a balti finn nyelvek. A finnországi svéd uralom is okozott egy svéd hatást, míg az észt a Német Lovagrend miatt vette fel a most is létező alnémet eredetű szavakat. Az Oroszországban beszélt nyelvekre pedig az orosz gyakorol hatást.